# Lakeland
Lakeland är en stad i mellersta Florida i USA. Lakeland har cirka 90 000 invånare (2005).